# Jamila Velazquez
Jamila Velazquez (* 27. November 1995 in der Bronx, New York City) ist eine US-amerikanische Schauspielerin, in Film- und Fernsehen, Sängerin und Synchronsprecherin.

## Leben
Jamila Velazquez ist die Tochter dominikanischer und puerto-ricanischer Einwanderer und kam in der Bronx in New York City zur Welt. 2011 begann sie mit der Schauspielerei in Film und Fernsehen. Ab 2013 war sie als Sarita in der Serie Twisted zu sehen, ab 2015 spielte und sang sie als Laura Calleros in Empire mit.

## Filmografie (Auswahl)
- 2011: Come Home Raquel
- 2012–2015: Law & Order: New York (Fernsehserie, 3 Folgen)
- 2013–2014: Twisted (Fernsehserie, 9 Folgen)
- 2015–2016: Empire (Fernsehserie, 15 Folgen)
- 2020: John Henry
- 2021: West Side Story